# Trezena
A Trezena a Santo Antônio de Lisboa é um encontro para orações, realizado treze dias consecutivos é uma espécie de novena, que diferentemente da novena rezada em nove dias em homenagem ao santo (por ser o dia treze o seu dia de festejo) é rezada em treze dias. A Trezena iniciada em Portugal foi levada pelos portugueses para outros países e antigas colônias. 
No Brasil a Trezena é realizada em vários estados, mas no estado da Bahia a tradição se mantém até os dias atuais.